# Áp suất thẩm thấu

Áp suất thẩm thấu là áp suất tối thiểu cần được áp dụng cho dung dịch để ngăn dòng chảy của dung môi tinh khiết qua màng bán thấm về phía chứa chất tan.
Nó cũng được định nghĩa là thước đo xu hướng của dung dịch lấy trong dung môi nguyên chất bằng thẩm thấu. Áp suất thẩm thấu tiềm năng là áp suất thẩm thấu tối đa có thể phát triển trong dung dịch nếu nó được tách ra khỏi dung môi tinh khiết của nó bằng một màng bán thấm.
Quá trình thẩm thấu xảy ra khi hai dung dịch, chứa nồng độ chất tan khác nhau, được ngăn cách bởi màng thấm chọn lọc. Các phân tử Dung môi tốt nhất đi qua màng từ dung dịch nồng độ thấp đến dung dịch có nồng độ chất tan cao hơn. Việc chuyển các phân tử dung môi sẽ tiếp tục cho đến khi đạt được trạng thái cân bằng.

## Lý thuyết và đo lường

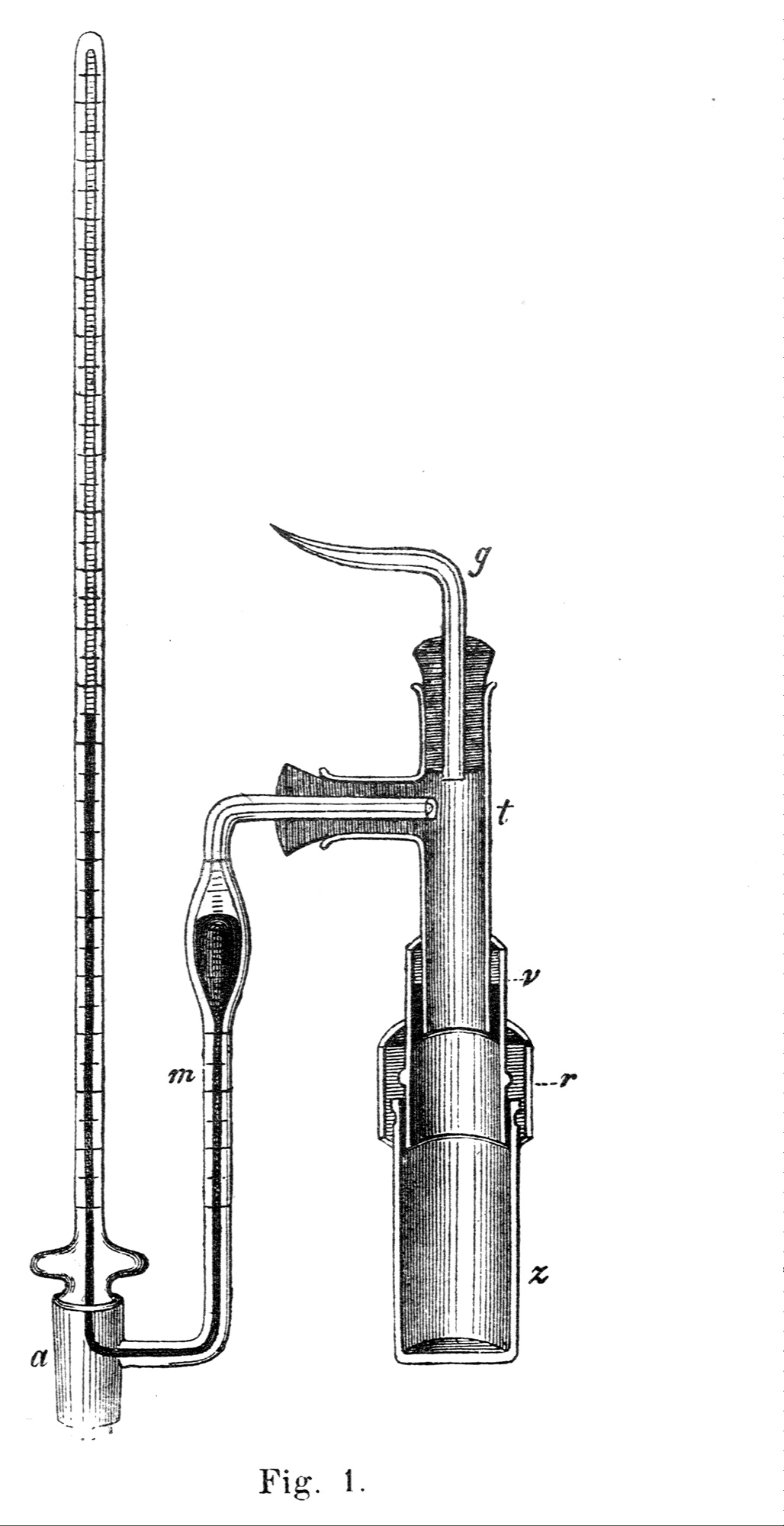
Một tế bào Pfeffer được sử dụng để đo sớm áp suất thẩm thấu

Jacobus van 't Hoff tìm thấy một mối quan hệ định lượng giữa áp suất thẩm thấu và nồng độ chất tan, được biểu thị trong phương trình sau.
{\displaystyle \Pi =iCRT}
trong đó {\displaystyle \Pi } là áp suất thẩm thấu, i là chỉ số van 't Hoff không thứ nguyên, C là nồng độ mol của chất tan, R là hằng số khí lý tưởng và T là nhiệt độ trong kelvins. Công thức này áp dụng khi nồng độ chất tan đủ thấp để dung dịch có thể được coi là dung dịch lý tưởng. Tỷ lệ với nồng độ có nghĩa áp suất thẩm thấu là một tính chất chung. Lưu ý sự giống nhau của công thức này với định luật khí lý tưởng ở dạng {\displaystyle p={n \over V}RT=c_{\text{gas}}RT} trong đó n là tổng số mol phân tử khí trong thể tích V và n/V là nồng độ mol của các phân tử khí. Harmon Northrop Morse và Frazer đã chỉ ra rằng phương trình được áp dụng cho các dung dịch đậm đặc hơn nếu đơn vị nồng độ là molal chứ không phải mol.
Đối với các dung dịch đặc hơn, phương trình Hoff của van có thể được mở rộng như một chuỗi lũy thừa ở nồng độ chất tan, C. Đến một xấp xỉ đầu tiên,
{\displaystyle \Pi =\Pi _{0}+AC^{2}}
trong đó {\displaystyle \Pi _{0}} 
là áp suất lý tưởng và A là một tham số thực nghiệm. Giá trị của tham số A (và của các tham số từ các xấp xỉ bậc cao hơn) có thể được sử dụng để tính các tham số Pitzer. Các tham số thực nghiệm được sử dụng để định lượng hành vi của các dung dịch của các chất tan ion và không ion không phải là dung dịch pháp lý tưởng theo nghĩa nhiệt động.
Tế bào Pfeffer đã được phát triển để đo áp suất thẩm thấu.